# Notoceresium impressiceps
Notoceresium impressiceps är en skalbaggsart som beskrevs av Blackburn 1901. Notoceresium impressiceps ingår i släktet Notoceresium och familjen långhorningar. Inga underarter finns listade i Catalogue of Life.